# Jean Epstein
Jean Epstein (Varsóvia, 25 de março de 1897 — Paris, 3 de abril de 1953) foi um realizador de cinema polaco-francês.

## Biografia
Filho de mãe polaca e de pai francês, de origem aristocrática, é educado na Suíça, onde frequenta a escola secundária. Estuda depois medicina na França, na universidade de Lyon. 
Interessa-se pela literatura e pelo cinema. Amante da filosofia e da poesia, influenciado pelas teorias do cineasta francês Louis Delluc e ajudado por Blaise Cendrars, publica em 1921 a sua primeira obra teórica, caracterizada por uma exposição algo «lírica e poética das suas ideias» sobre cinema. Frequenta certos meios intelectuais franceses e publica artigos e ensaios: Bonjour Cinéma, La Lyrosophie, Le Cinématographe vu de l'Etna, etc.. Antecipa, quarenta anos antes, com Abel Gance e Marcel L'Herbier, o movimento da Nouvelle Vague, 
Em 1922 realiza, em colaboração com Jean Benoît Lévy, a sua primeira obra cinematográfica, um documentário sobre a vida de Pasteur e, no ano seguinte, Coeur Fidèle, filme em que põe em prática as suas teorias. Toda a sua obra seguinte será marcada por essa tendência. Os seus primeiros filmes inspiram-se em obras de Balzac, Alphonse Daudet, George Sand, Edgar Allan Poe.
Faz em 1928 um filme impressionista que contribui para o seu sucesso : La Chute de La MaIson d’Usher, adaptação de Poe. Assina em 1923 um contrato com a produtora francesa Pathé mas desvincula-se três anos depois para fundar a sua própria empresa, a Films Jean Epstein. Sofrendo as pesadas consequências da passagem do cinmea mudo para o sonoro, comenta assim a mudança: « Le cinéma sonore est devenu le cinéma bavard » (Tornou-se o cinema sonoro palavreado de cinema).
Co-realiza com Maurice Mariaud, um dos realizadores franceses que trabalharam em Portugal na década de vinte, La Goute de Sang. São Robert Flaherty,  José Leitão de Barros e Epstein os pioneiros da etnoficção, género que Jean Rouch explorará, com método científico. Epstein interessa-se por temas antropológicos filmando na Bretanha filmes sobre temas marítimos, tal como Leitão de Barros faz em Portugal.
Pondo de parte o esteticismo entrega-se assim, a partir de 1929, ao documentário social e faz experiências ousadas no domínio da antropologia visual.
Só depois de terminada a guerra consegue Epstein voltar a filmar a seu gosto: Le tempestaire, «síntese da sua inspiração realista e das suas pesquisas formais». Ficará conhecido pelas suas suas apostas experimentalistas e vanguardistas e pelas suas teorias sobre a sétima arte.
Morre em Paris em 1953, vítima de uma hemorragia cerebral.

## Filmografia sumária

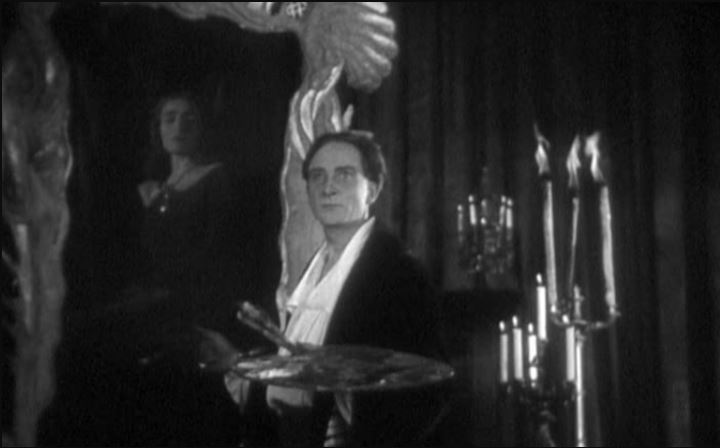
A Queda da Casa de Usher (La chute de la Maison Usher), 1928

- A Queda da Casa de Usher (La chute de la Maison Usher, 1929);
- Os Pescadores de Sargaços (Finis Terrae, 1929);
- O Ouro dos Mares (L'or des Mers, 1932): ver etnoficção
- O Fazedor de Tempestades (Le Tempestaire, 1947)

## Teoria do cinema
Além da produção cinematográfica, Epstein escreveu várias obras sobre teoria do cinema, como Le Cinema vu de l'Etna (1936), Le Cinéma du Diable (1947) e L'Esprit de Cinéma (1955), que exerceram grande influência no cinema francês posterior à I Guerra Mundial. em particular  na Nova Vaga.
Na teoria, a ideia central de Epstein é a máquina. É ela o seu elo vanguardista de ligação ao futurismo e ao construtivismo. Usando, como Vertov, a máquina como um extensão mecânica do olho, coisa  auto-suficiente, magnífica e «imortal», deixa que ela vá à frente, explorando terreno. Ele limita-se a segui-la. 
Depois de fazer o seu trabalho, a captação do visível, a máquina, reconfigurada, volta a surgir na montagem para dar forma a essa matéria. Precedendo sempre o olhos, tem insuspeitáveis fronteiras, que vão para lá daquilo que a olho nu se alcança. É a mecânica da montagem que faz com que a coisa ganhe forma, com que a surpresa surja, com que tudo se revele e se reveja. Epstein quer fazer filmes abertos. Recusa exigências narrativas, exclui histórias, romance, realismo social. Cultiva um formalismo que ele acha ser uma janela aberta para a revelação: sempre guiada pela máquina.
É ela que, imprevisível, o leva até Edgar Allan Poe e se mete a projectar na tela histórias de assombrar (histórias como as que também Luís Buñuel, então assistente de realização de Epstein, lá irá buscar, mas que acabará por deixar mais perversas que assombradas): The Fall of the House of Usher (1928), casa cheia de sombras dessas, será um filme de considerável sucesso comercial,  visto pela crítica e pela história como marcante e inovador.
De novo será a câmara que, “sem se perceber bem porquê”, o guiará para um realismo exigente, quase no pólo oposto: uma trilogia de filmes sobre insulares de pequenas ilhas da Bretanha, com componentes importantes de  documentário: imagens preciosas, em que «o céu e aterra são protagonistas».
A objectiva da máquina será de algum modo o elemento redutor que fará convergir para o mar, com todo o seu rosto humano, os olhos de Flaherty, de Leitão de Barros e de Epstein, deixando imagens fortes que, nos anos setenta, outros olhos, menos românticos, irão abrir.

## Filmografia
- Filmografia de Jean Epstein (fr)
- Jean Epstein – Filmographie (Cinémathèque Française)

### em português
- Um poeta da tela artigo de Dejean Magno

### em francês
- Jean Epstein sur Livre Insulaire
- Jean Epstein (Ciné-club de Caen)

### em inglês
- Jean Epstein and French Cinema of the 1920s – article by Markus Aspectzberger at Film Museum (PDF)
- Jean Epstein em Film Reference (en)
- Jean Epstein Termaji (vídeo em Daily Motion